# Стенберг, Энар Георгиевич
Энар Георгиевич Стенберг (29 июня 1929, Москва — 20 августа 2002, там же) — советский, российский театральный художник. Народный художник Российской Федерации (1995).

## Биография
Родился в Москве. Семья мастера известна своими давними театральными и художественными традициями. Дед — Август Стенберг — художник-оформитель, выходец из Швеции. Отец — Георгий Стенберг, вместе со своим братом, были ведущими художниками Камерного театра, крупными мастерами театральной декорации, киноплаката и графики.
Учился в Московском государственном академическом художественном институте имени В. И. Сурикова на факультете театрально-декорационной живописи (мастерская М. И. Курилко). Окончил в 1956 году.
С конца 1950-х годов активно включился в творческую работу, принимал участие в создании спектаклей ведущих театров СССР.
С 1971 по 1977 — главный художник московского Театра им. В.Маяковского. В 1977—1997 годах — главный художник Театра имени Моссовета. В 1997—2002 годах — главный художник Малого театра.
Работал в театрах Еревана, Кишинёва, Минска, Новосибирска, Горького, Свердловска. Выезжал по приглашению зарубежных театральных сообществ для оформления спектаклей в Японии, Германии и Чехословакии. Создал оформление для 300 спектаклей. Член Союза художников СССР.
Ушёл из жизни 20 августа 2002 года. Похоронен в Москве на Ваганьковском кладбище.
Жена — театральный художник Наталья Поваго.

## Награды и почётные звания
- Заслуженный художник РСФСР (26 августа 1980)
- Народный художник Российской Федерации (27 января 1995) — за большие заслуги в области искусства

## Творчество
Избранные театральные постановки:
Малый театр
- «Каменное гнездо» Хеллы Вуолийоки (1958)
- «Маскарад» Михаила Лермонтова (1962)
- «Неравный бой» Виктора Розова (1962)
- «Тайны Мадридского двора» Эжена Скриба и Эрнеста Легуве (1997)
- «Государь Пётр Фёдорович» Г. Турчиной (1998)
- «Коварство и любовь» Фридриха Шиллера (1998)
- «На всякого мудреца довольно простоты» Александра Островского (2002)

Московский драматический театр имени А. С. Пушкина
- «Ураган» Цао Юй (1958)

Московский драматический театр имени К. С. Станиславского
- «Семеро против Фив» Лайоша Мештерхази (1960)
- «Современная трагедия» Реваза Эбралидзе (1961)
- «Маленький принц» Антуана де Сент-Экзюпери (1966)
- «Волки и овцы» Александра Островского (1975)
- «Таланты и поклонники» Александра Островского (1991)
- «Дачники» Максима Горького (1995)

Большой театр
- «Испанское каприччио» Николая Римского-Корсакова (1963)

Ленинградский Государственный Академический театр оперы и балета имени С. М. Кирова
- «Двенадцать» Бориса Тищенко (1964)

Театр имени Е. Б. Вахтангова:
- «Конармия» Исаака Бабеля (1966)

Театр на Таганке
- «Жизнь Галилея» Бертольда Брехта (1966)
- «Послушайте!» Владимира Маяковского (1967)

Ленинградский Малый театр оперы и балета
- «Антоний и Клеопатра» Эдуарда Лазарева (1968)

МХАТ имени Горького
- «Чайка» Антона Чехова (1969)

Московский академический театр имени Владимира Маяковского
- «Человек из Ламанчи» Дейла Вассермана и Джона Дэриона (1972)
- «Беседы с Сократом» Эдварда Радзинского (1975)

Театр имени Моссовета
- «Тема с вариациями» Самуила Алёшина (1979)
- «Братья Карамазовы» инсценировка одноимённого романа Фёдора Достоевского (1980)
- «Суд над судьями» Эбби Манна (1983)
- «Дни Турбиных» Михаила Булгакова (1993)
- «Белая гвардия» инсценировка одноимённого романа Михаила Булгакова (1993)
- «Цена» Артура Миллера (1994)

Ереванский Государственный театр оперы и балета имени А. Спендиарова
- «Ара Прекрасный» Григория Егиазаряна (1983)
- «Семирамида» Григория Егиазаряна (1983)
- «Маскарад» Арама Хачатуряна (1982)

Молдавский Государственный театр оперы и балета
- «Сила судьбы» Джузеппе Верди (1983)

Телеспектакли
- 1974 — Проснись и пой
- 1976 — Униженные и оскорбленные
- 1999 — Фома Опискин